# Außenpolgenerator

Prinzipdarstellung

Als Außenpolgenerator wird die Bauweise eines elektrischen Generators bezeichnet, bei der sich die Spulen für das Erregerfeld am Stator befinden. In diesem Fall durchsetzen die magnetischen Feldlinien des Stators die Wicklungen des Rotors und induzieren in ihnen eine Wechselspannung. Die bereitgestellte Leistung wird über Schleifringe und Kohlebürsten vom Rotor abgeleitet. Außenpolgeneratoren werden meist nur als Hilfsgeneratoren oder Erregermaschinen kleinerer Leistung benutzt, da die Ableitung hoher Ströme mit erheblichen Aufwand und Verlusten an der Schleifringapparatur verbunden ist.
Der auf die umgekehrte Weise aufgebaute Generator nennt sich Innenpolgenerator (Innenpolmaschine).